# Palaeagapetus rotundatus
Palaeagapetus rotundatus is een fossiele soort schietmot uit de familie Ptilocolepidae.